# 戴德沛
戴德沛（1934年—），男，江苏常州人，中国机械振动专家，西安交通大学教授。著有《阻尼减振降噪技术》、《阻尼技术的工程应用》等。